# 牧島亮男
牧島 亮男（まきしま あきお、1940年 - ）は、日本の工学者。専門は無機工業化学・無機材料工学。マレーシア日本国際工科院副院長、東京大学名誉教授、北陸先端科学技術大学院大学名誉教授、米国セラミックス協会フェロー。北陸先端科学技術大学院大学副学長、国際セラミックス連盟（ICF）会長、日本セラミックス協会会長等を歴任。

## 人物・経歴
茨城県生まれ。1971年東京工業大学大学院工学博士課程修了、同大助手着任。同年カリフォルニア大学ロサンゼルス校博士研究員。科学技術庁無機材質研究所研究員を経て、1988年東京大学工学部教授。1995年東京大学大学院工学系研究科材料科学専攻教授。2001年東京大学名誉教授。
2004年から北陸先端科学技術大学院大学ナノマテリアルテクノロジーセンター長、教育・研究担当理事・副学長。2008年同大特別学長顧問、国際セラミックス連盟（ICF）会長。2011年北陸先端科学技術大学院大学シニアプロフェッサー。
2016年マレーシア日本国際工科院副院長。北陸先端科学技術大学院大学名誉教授、プレジデンシャルアドバイザー、大倉和親記念財団選考委員長、日本板硝子材料工学助成会選考委員長、日本セラミックス協会会長、米国セラミックス協会フェロー、日本学術会議連携会員等を歴任。2021年日本セラミックス協会功績大賞受賞。